# Ulica Odrodzenia w Zamościu
Ulica Odrodzenia – jedna z głównych ulic Zamościa, która od 2021 roku jest już na całej swojej długości dwujezdniowa po 2 i 3 pasy w obie strony.

## Historia
Ulica ta powstała w 2 ćw. XIX wieku, początkowo jako droga do cegielni. Później była drogą prowadzącą do cmentarza prawosławnego, jednak od 1990 roku omija ten obiekt, kiedy została przebudowana.
Ulica ta obecną nazwę otrzymała w 1927 roku, która nawiązuje do Kościoła Polskokatolickiego (wydającego niegdyś "Polskę Odrodzoną"), wcześniej ulica była pod nazwą ul. Cmentarnej (również nieoficjalnie jako ul. Narodowa).

## Obecnie
Obecnie ulica stanowi przedłużenie ul. Orląt Lwowskich, łącząc ul. Partyzantów z ul. S. Wyszyńskiego (przez rondo). Po zachodniej stronie ulicy mieści się Centrum Kultury Filmowej "Stylowy", zastępujące dotychczasowe kino o tej samej nazwie w gmachu Klubu Garnizonowego przy ul. J. Piłsudskiego. Natomiast po wschodniej stronie ciągnie się odnoga ulicy (jej dawny przebieg), przy której są zabudowania jednorodzinne i wspomniany kościół polskokatolicki.